# Cistanthe umbellata
Cistanthe umbellata är en källörtsväxtart som först beskrevs av Torrey, och fick sitt nu gällande namn av M.A. Hershkovitz. Cistanthe umbellata ingår i släktet Cistanthe och familjen källörtsväxter. Utöver nominatformen finns också underarten C. u. caudicifera.

## Bildgalleri

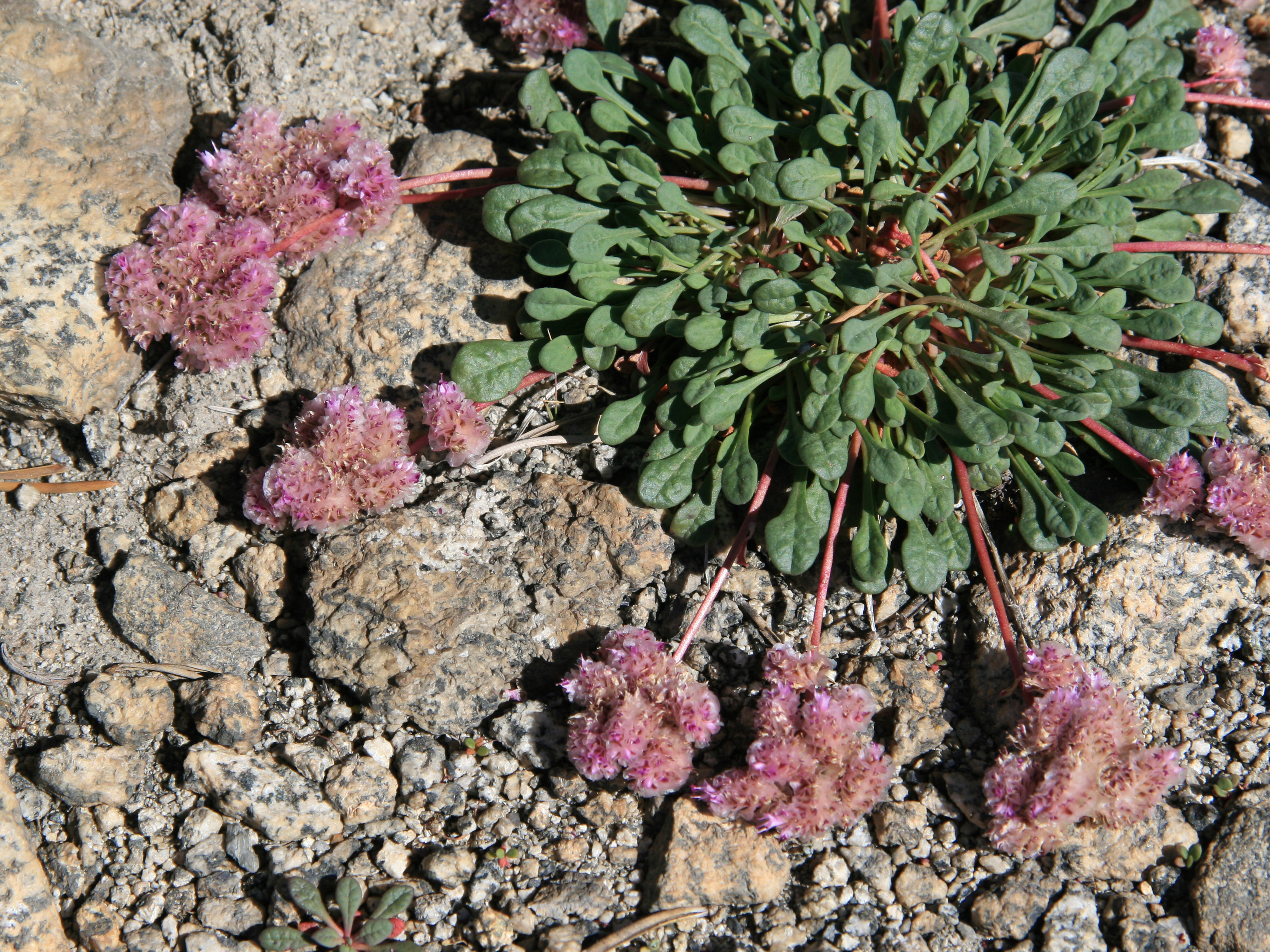
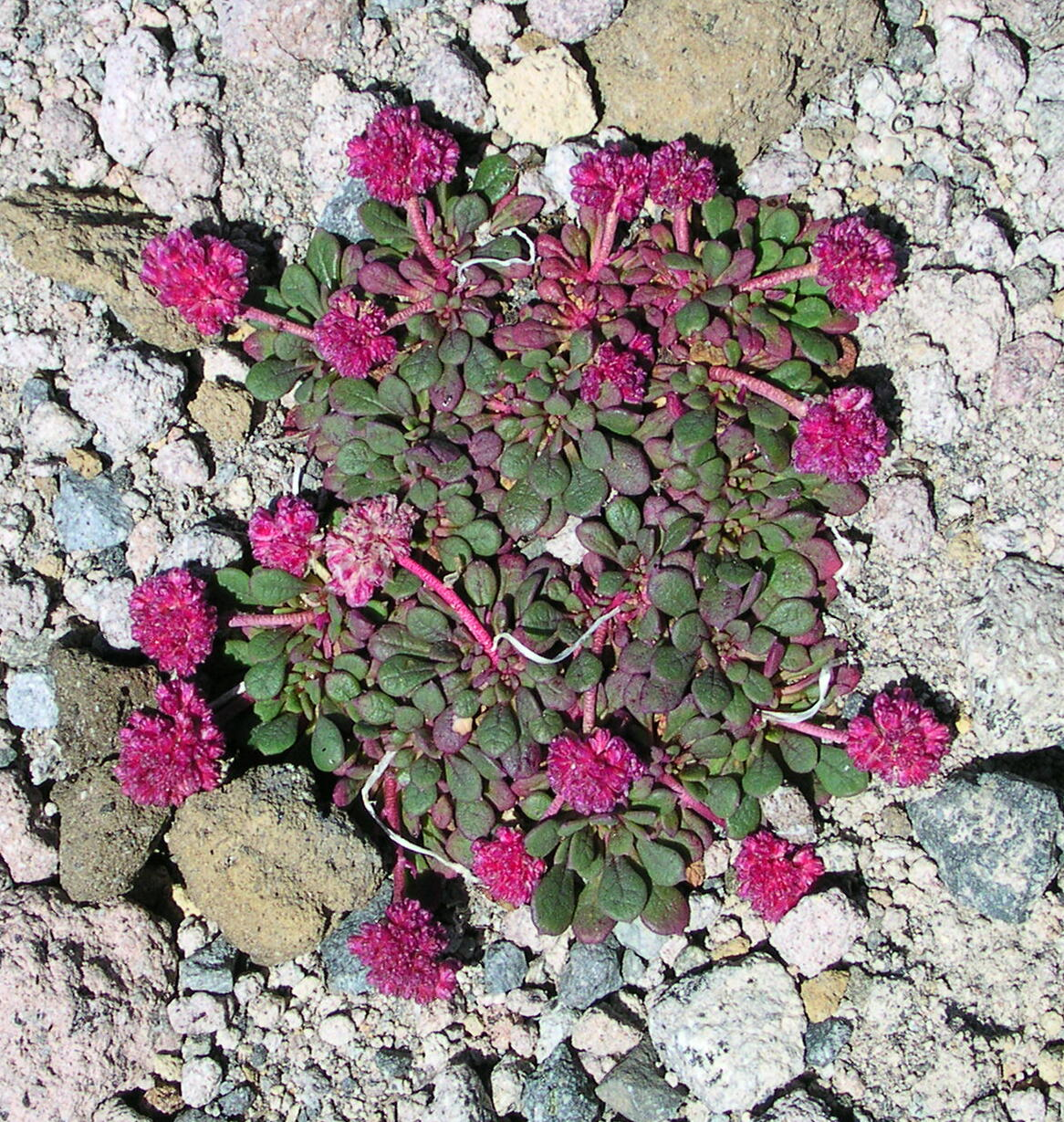
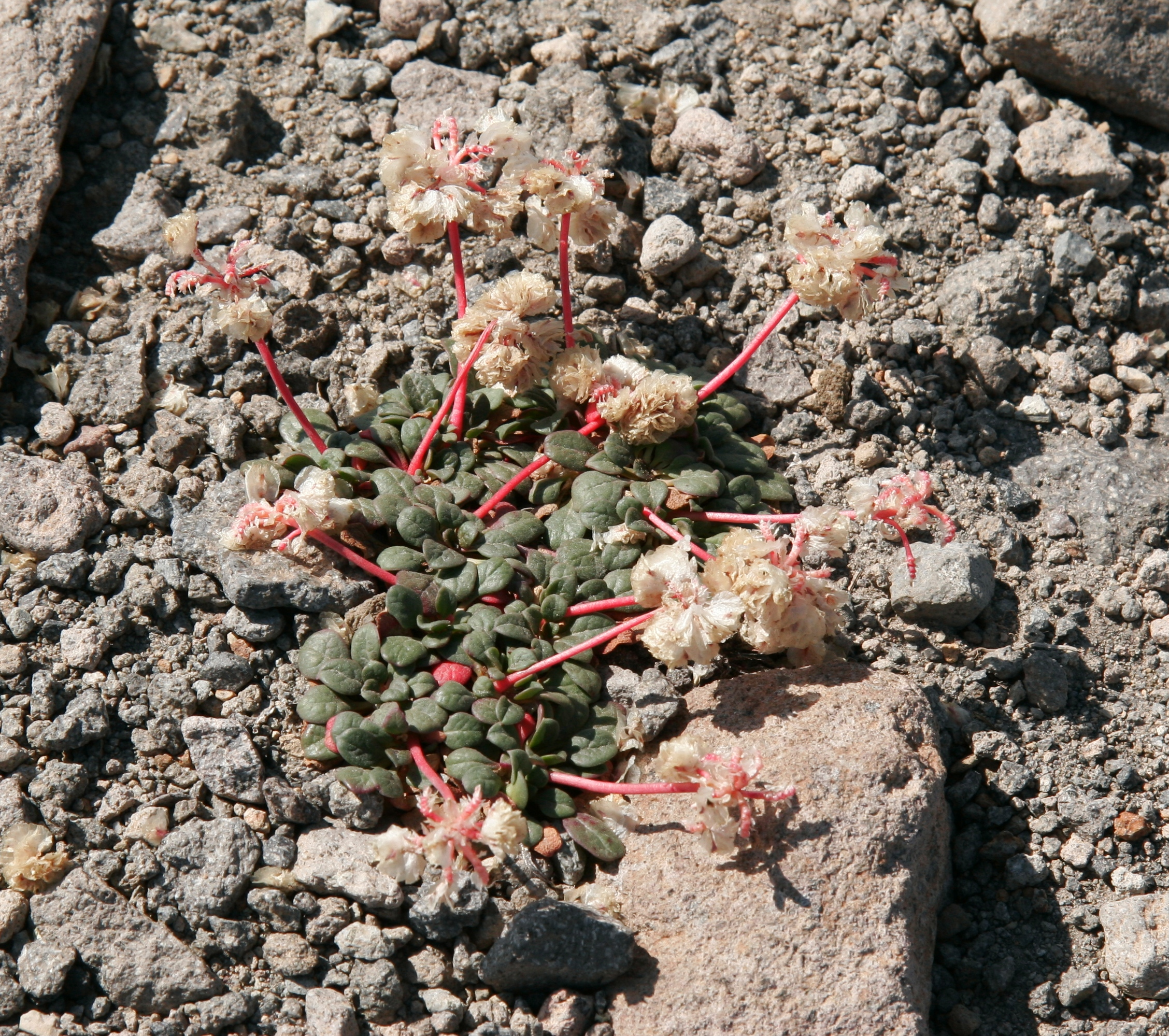
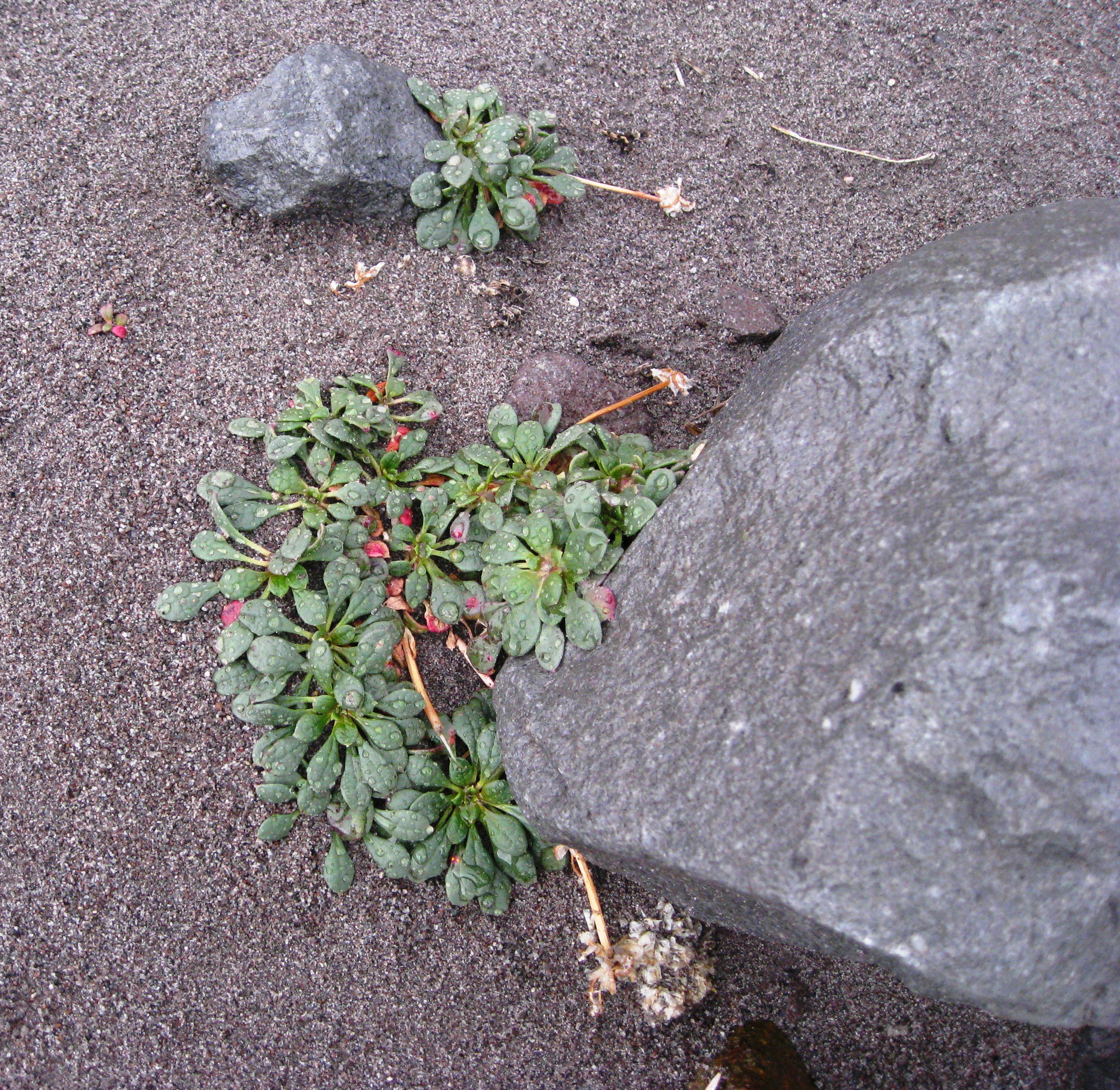
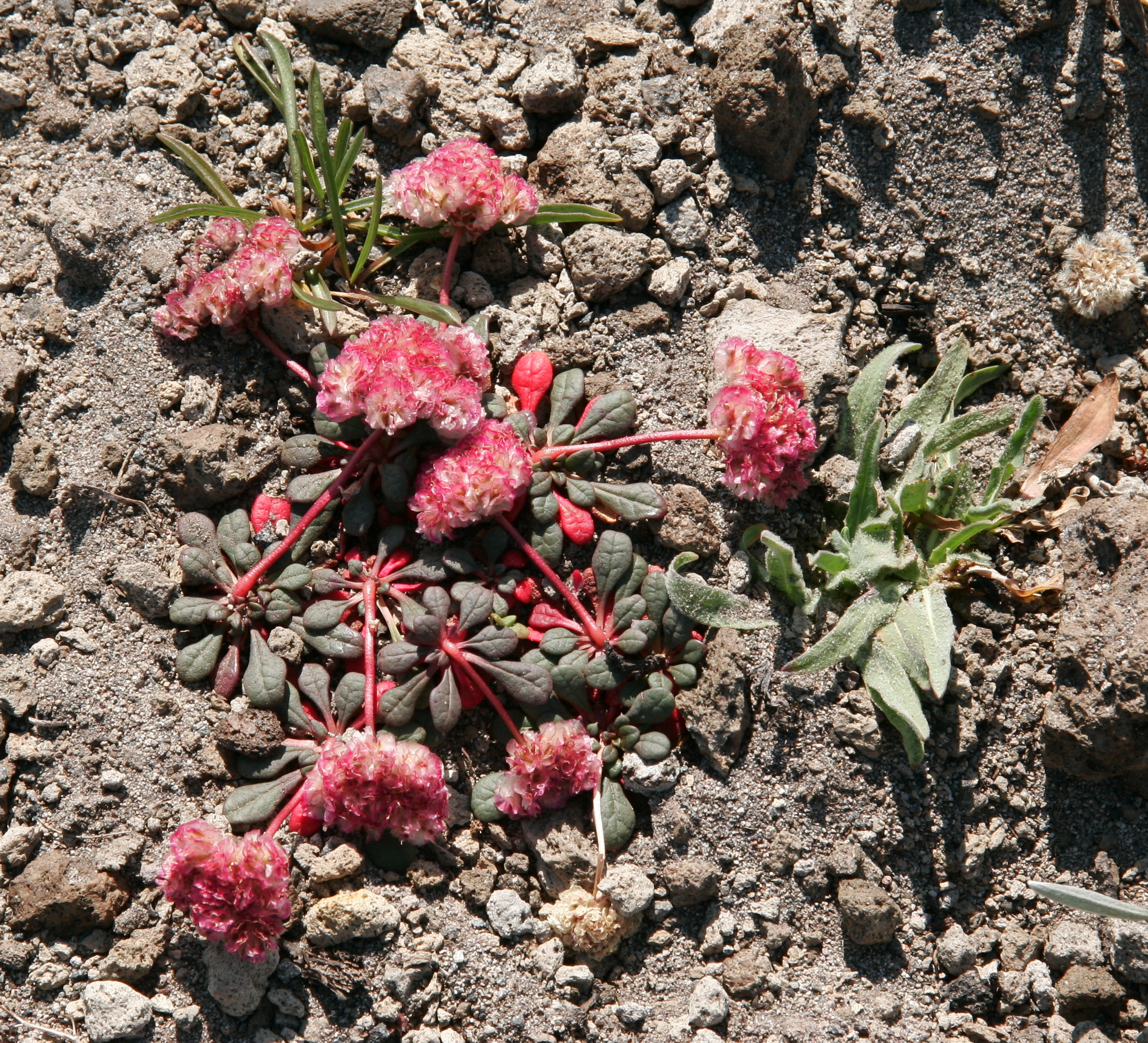
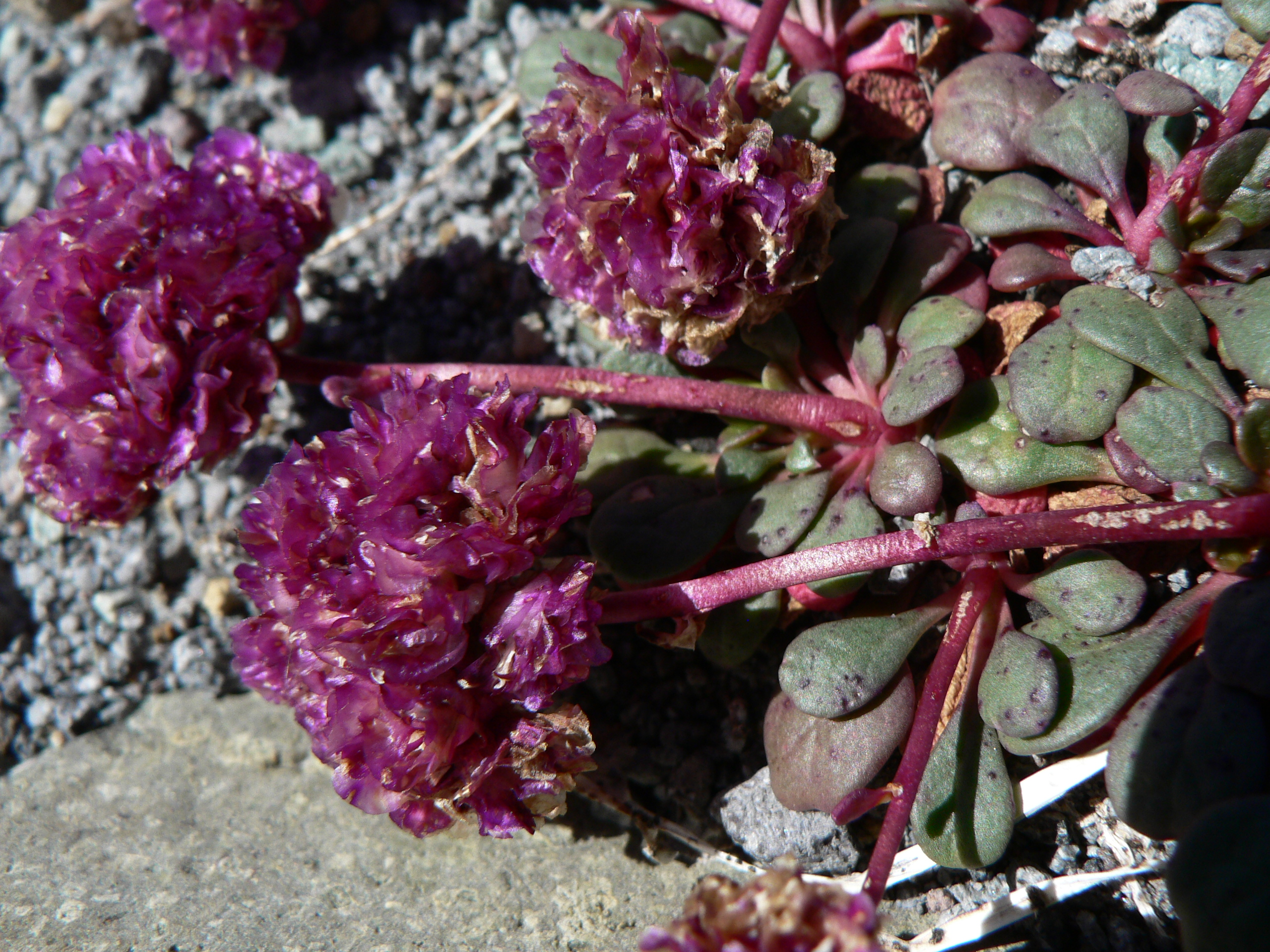